# Zornița, Varna
Zornița (în bulgară Зорница) este un sat în Obștina Aksakovo, Regiunea Varna, Bulgaria.

## Demografie
Componența etnică a satului Zornița
     Bulgari (90%)
     Nicio identificare (10%)
     Altele (0%)
La recensământul din 2011, populația satului Zornița era de 130 locuitori. Din punct de vedere etnic, majoritatea locuitorilor (90,0%) erau bulgari. Pentru 10,0% din locuitori nu este cunoscută apartenența etnică.